# 永建 (西涼)
永建（えいけん）は、五胡十六国時代、西涼の君主李恂の治世で使用された元号。420年10月 - 421年3月。

## 西暦・干支との対照表
| 嘉興 | 元年  | 2年   |
| 西暦 | 420年 | 421年 |
| 干支 | 庚申  | 辛酉  |